# Walter Knoll (Ingenieur)

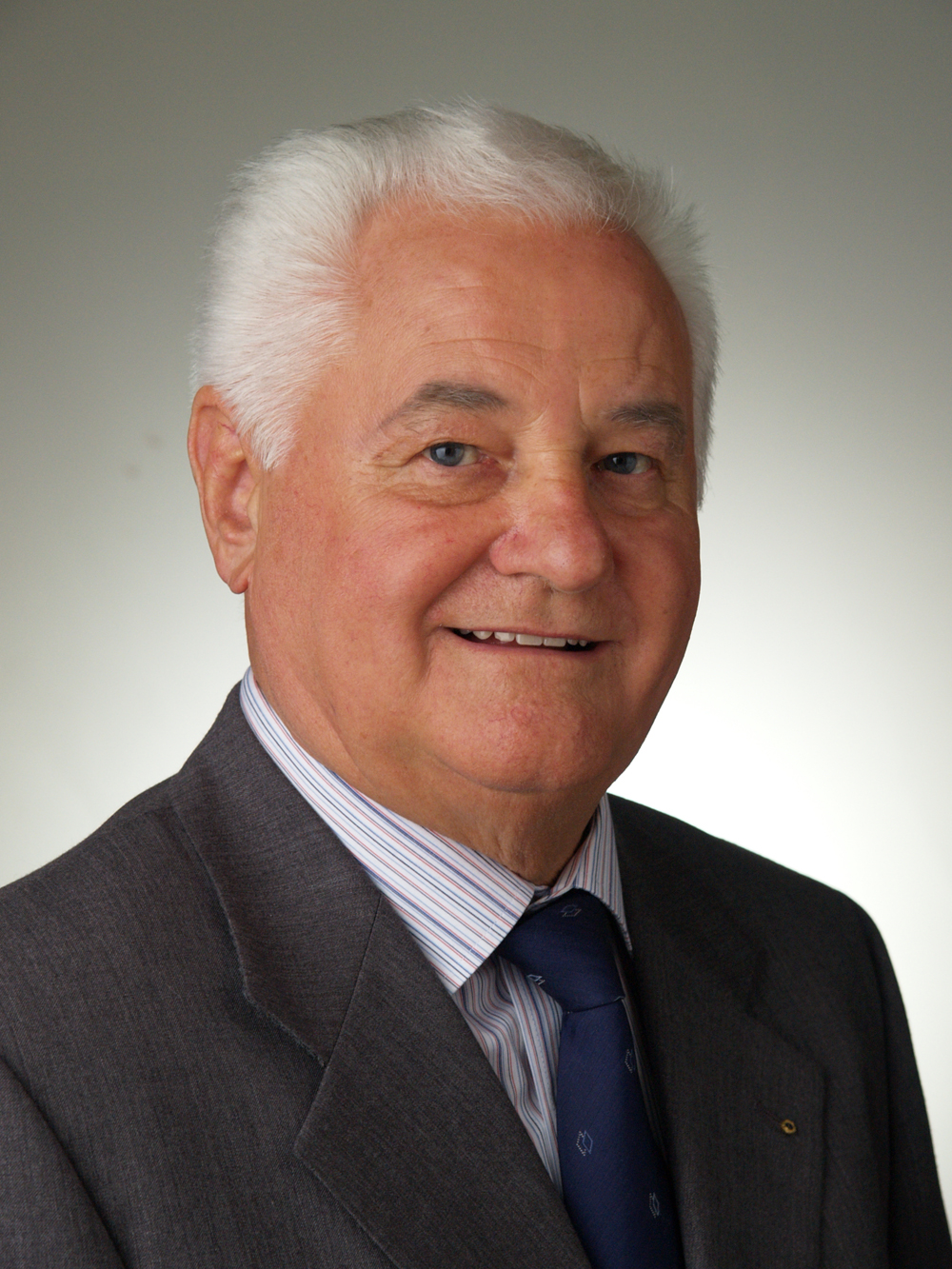
Walter Knoll

Walter Knoll (* 21. März 1928 in Völlkofen; † 30. September 2012 in Ravensburg) war ein deutscher Ingenieur und Unternehmer. Er gründete Knoll Maschinenbau im heutigen Bad Saulgau und später dort eine Bürgerstiftung.

## Werdegang
Walter Knoll war das jüngste von drei Kindern des Schuhmachermeisters Franz Knoll und dessen Frau Berta. Er besuchte kurz nach Beginn des Zweiten Weltkriegs die Oberschule in Mengen. 1944 löste sich die Oberschulklasse direkt nach der mittleren Reife auf, die ehemaligen Schüler sollten als Flakhelfer eingesetzt werden. Knoll entging dem, weil er wegen zu geringem Körpergewicht zurückgestellt wurde. Die anschließende Dienstverpflichtung bei der Firma Maybach-Motorenbau nutzte er, um dort eine Lehre zum Maschinenschlosser zu beginnen, die er 1948 mit „sehr gut mit Auszeichnung“ beendete. Die Facharbeiterausbildung war das Fundament zum Start des Maschinenbaustudiums an der Ingenieurschule Konstanz. Trotz der Währungsreform 1948 und dem überraschenden Tod seines Vaters schaffte er 1953 den Abschluss dieses Studiums.
Zwei Jahre nach seiner ersten Stellung bei einer Basler Maschinenfabrik trat er in die Firma Allweiler in Radolfzell am Bodensee ein. Dort durchlief er eine Karriere vom Betriebsingenieur über den Betriebsleiter bis zum Hauptabteilungsleiter.
1957 heiratete Walter Knoll seine Frau Hella geb. Senger aus Rheinfelden. 1958 kamen die Zwillinge Matthias und Jürgen auf die Welt, 1963 folgte die Tochter Bettina.
Knoll gründete am 1. Mai 1970 in Saulgau das Unternehmen Knoll Maschinenbau GmbH. Als Einmannbetrieb in einer angemieteten Halle wurde das erste Produkt, eine Kühlschmiermittel-Reinigungsanlage für Werkzeugmaschinen mit Hydrozyklon-Abscheider, hergestellt. Der Durchbruch gelang 1972 nach der Teilnahme an einer Industriemesse in Stuttgart. Ende 1974 zog die Firma mit sechs Mitarbeitern in einen Neubau am heutigen Standort. Knoll entwickelte seine Firma in 40 Jahren von einem Kleinbetrieb zu einem mittelständischen Unternehmen mit mehr als 2.300 Mitarbeitern weltweit (2021).

## Ehrungen
Anlässlich seines 75. Geburtstags verlieh die Stadt Bad Saulgau Walter Knoll 2003 das Ehrenbürgerrecht in Anerkennung und Würdigung seiner Verdienste um die Stadt. 2019 wurde ein Schulverbund nach ihm benannt.

## Soziales Engagement
Knolls wichtigstes gesellschaftliches Projekt war die Bürgerstiftung Bad Saulgau, die er 2006 gründete. Die gemeinnützige Einrichtung fördert Projekte in den Bereichen Jugend, Familie, Bildung, Kultur, Wissenschaft, Soziales, Gesundheit, Natur und Umwelt. Besonders der Sport hatte für Knoll eine große Bedeutung. So wird, neben Handball, Fußball und anderen Sportarten, das Tennisturnier Knoll Open gesponsert. Das Stiftungskapital überschritt 2012 die Grenze von 1 Million Euro.